# Walter Odington
Walter Odington OSB (fl. 1298–1316) – angielski teoretyk muzyki żyjący i działający na przełomie XIII i XIV wieku.

## Życiorys
Był zakonnikiem w benedyktyńskim opactwie św. Marii w Evesham koło Worcester. W 1298 roku był członkiem Gloucester College na Uniwersytecie Oksfordzkim. Identyfikowany jest z Walterem z Evesham, autorem dwóch traktatów astronomicznych. Zajmował się też matematyką, geometrią oraz alchemią, której poświęcił traktat Ycocedron.
Jest autorem datowanego na 2. dekadę XIV wieku traktatu poświęconego muzyce pt. Summa de speculatione musicae, stanowiącego dokument okresu pośredniego między ars antiqua a ars nova. Najstarszy znany rękopis tego dzieła, pochodzący z początku wieku XV, zachował się w Corpus Christi College na Cambridge University (MS 410, fol. 1–36). Autor, opierając się na dziełach teoretyków starożytnych i średniowiecznych, zajął się matematycznymi podstawami sztuki muzycznej i ich przełożeniem na praktyczne aspekty wykonawstwa. W poszczególnych księgach omówił problematykę proporcji i ich roli w określeniu interwałów, problematykę budowy instrumentów muzycznych, zasady rytmiki, system heksachordalny, zawarł też opis muzyki menzuralnej wraz z omówieniem i przykładami form polifonicznych (organum, conductus, motet, hoquetus, rondellus). Sformułował własne poglądy na temat konsonansowości, w których odchodząc od systemu pitagorejskiego przyjął proporcje 5:4 dla tercji wielkiej oraz 6:5 dla tercji małej, uznając w konsekwencji konsonansowość zarówno tych interwałów, jak i trójdźwięku.
Krytyczną edycję traktatu Odingtona Walteri Odington Summa de speculatione musicae wydał Frederick Hammond w „Corpus Scriptorum de Musica”, XIV, 1970.